# 올림픽 가봉 선수단
가봉은 하계 올림픽에 여덟 차례 참가했지만, 동계 올림픽에는 한번도 참가하지 않았다.
2012년 8월 11일, 가봉은 역사상 첫 올림픽 메달을 획득했다. 앙토니 오바메가 런던 올림픽 태권도 남자 +80kg급에서 은메달을 딴 것이다.

## 메달리스트
| 메달   | 선수          | 대회        | 종목   | 세부 종목    |
| ------ | ------------- | ----------- | ------ | ------------ |
| 은메달 | 앙토니 오바메 | 2012년 런던 | 태권도 | 남자 +80kg급 |